# Струк, Орит
Орит Малка Струк (ивр. אורית מלכה סטרוק‎; род. 15 марта 1960, Иерусалим) — израильский политический и государственный деятель. Депутат кнессета от партии «Еврейский дом» в 2013—2015 годах и от партии Ткума — Ихуд Леуми (в 2023 году прекратила существование, влившись в «Национальная религиозная партия – Религиозный сионизм») с 2021. Министр по делам поселений Израиля с 29 декабря 2022 года.

## Биография
Родилась 15 марта 1960 года в Иерусалиме. Старшая из троих детей Эсти Коэн, дочери венгерской поэтессы Марии Кечкемети (венг. Kecskeméti Mária; 1907—1959). Отец — исследователь национализма Иегуда Коэн (1931—2020).
Училась в престижной средней школе Еврейского университета в Иерусалиме.
Сблизилась с семьёй раввина Хаима Друкмана, где познакомилась с будущим мужем Абрахамом Струком, учеником Хаима Друкмана и раввином ешивы Махон Меир в Иерусалиме.
Переехала с мужем в поселение Ямит, построенное на захваченной в ходе Шестидневной войны территории Синайского полуострова. После ликвидации поселения в связи с передачей Синайского полуострова Египту в 1982 году переехала с мужем в Хеврон.
Является активисткой за права израильских поселенцев.
По результатам парламентских выборов 22 января 2013 года избрана депутатом кнессета 19-го созыва от партии «Еврейский дом».
По результатам парламентских выборов 23 марта 2021 года избрана депутатом кнессета 24-го созыва по списку «Ха-Цийонут ха-Датит».
По результатам парламентских выборов 1 ноября 2022 года избрана депутатом кнессета 25-го созыва по списку «Ха-Цийонут ха-Датит».
29 декабря 2022 года назначена министром по делам поселений Израиля в правительстве Биньямина Нетаньяху. В мае 2024 года выступила против потенциального соглашения о прекращении огня в войне с ХАМАС, которое предлагало Израилю прекратить военные действия в обмен на освобождение израильских заложников.

## Личная жизнь
Замужем, имеет 11 детей. 
Её сын Цвики, был осуждён за похищение в 2007 году и пытки 15-летнего палестинского мальчика, избитого ими с сообщником и брошенного связанным в поле с тяжелыми травмами.